# Ryan Cullen

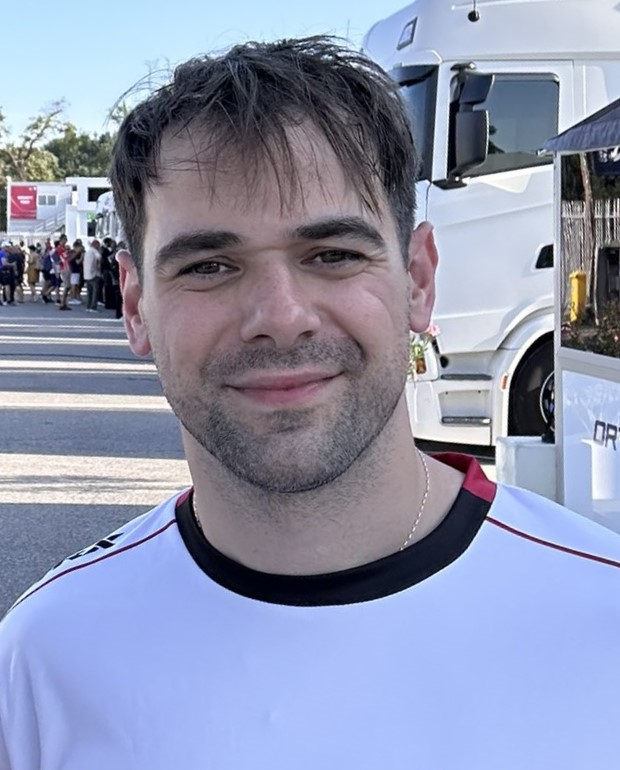
Ryan Cullen

Ryan Cullen (Somerset, Engeland, 26 maart 1991) is een Iers-Cypriotisch autocoureur.

## Carrière
Cullen begon net zoals de meeste autocoureurs zijn carrière in het karting. In 2012 stapte hij over naar het formuleracing, waar hij in de Britse Formule Ford reed voor zijn eigen team Cullen Motorsport in association with RCC. Zijn beste resultaat was een derde plaats. Die behaalde hij op zowel Silverstone als Donington Park. Hiermee eindigde hij als zesde in het kampioenschap met 324 punten. Daarnaast reed hij ook enkele gastraces in de Formule Renault BARC voor hetzelfde team.
In 2013 nam Cullen deel aan de eerste twee raceweekenden van de Nieuw-Zeelandse Toyota Racing Series op Teretonga Park en de Timaru International Motor Raceway voor het team M2 Competition. Als beste resultaat behaalde hij hier met een dertiende plaats in de tweede race op Timaru, waarmee hij als twintigste in het kampioenschap eindigde met 122 punten. Ook nam hij deel met Marussia Manor Racing aan het GP3-seizoen van 2013 met Tio Ellinas en Dino Zamparelli als teamgenoten. Door zijn weinige ervaring en de grote overstap haalde hij hier echter geen punten en eindigde hij met twee zeventiende plaatsen als beste resultaat als 29e in het kampioenschap.
In 2014 blijft Cullen in de GP3 rijden voor Manor, waar hij Patrick Kujala en Dean Stoneman als teamgenoten heeft.